# Sveti Klodoald
Sveti Klodoald (522. – 560.), bio je franački princ iz dinastije Merovinga koji je postao kršćanski redovnik, a koji se danas u Katoličkoj Crkvi slavi kao svetac.
Nakon što mu je otac 524. ubijen u bitci kod Vezeroncea, majka mu se udala za očevog brata Klotara I. Dva brata su nakon toga ubijena po Klotarovom naređenju, ali je Klodoald uspio pobjeći u Provansu. Tamo se odrekao svih kraljevskih počasti i pretenzija te posvetio redovničkom životu, uzevši za uzora Severina od Norika. Godine 551. je zaređen, a poslije je osnovao crkvu oko koje je nastao današnji gradić Nogent-sur-Seine.

## Poveznice
- Saint-Cloud, Francuska